# Wadan Yards

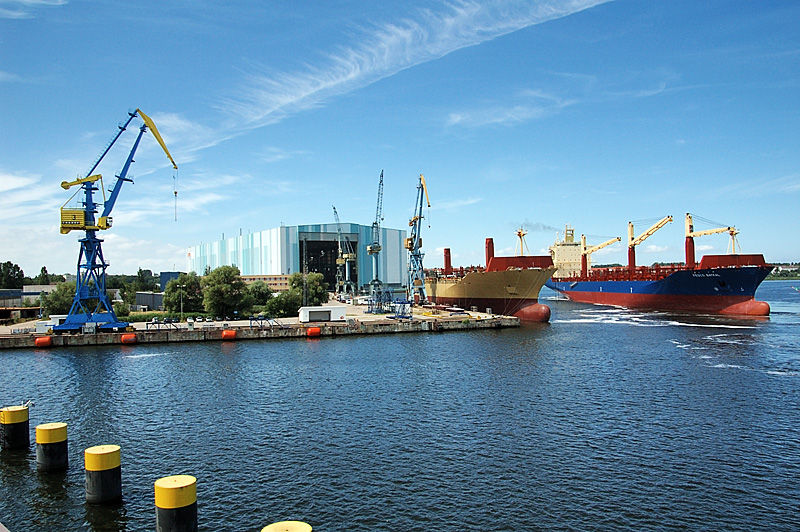
Wadan-Werft Wismar

Wadan Yards war ein Schiffbauunternehmen. Es entstand durch den Verkauf der beiden deutschen Werften in Wismar und Rostock-Warnemünde sowie der Werft im ukrainischen Mykolajiw vom norwegischen Unternehmen STX Europe (vormals: Aker Yards) an die russische Investmentgesellschaft FLC West.
Am 5. Juni 2009 stellte das Unternehmen Insolvenzantrag. Aus dem Insolvenzverfahren wurden die Werften in Wismar und Warnemünde von der Nordic Yards übernommen.

## Geschichte
Im März 2008 verkaufte Aker Yards die Mehrheit an den beiden deutschen Werften sowie an der Werft im ukrainischen Mykolajiw an die russische Investmentgesellschaft FLC West, die von den Geschäftsleuten Andrei Burlakow, Jewgeni Sarizki und Sergey Morozov kontrolliert wird. Die drei Werften wurden Teil des neuen Gemeinschaftsunternehmens Aker Yards Ukraine Holding, an dem FLC West 70 Prozent und Aker Yards 30 Prozent der Anteile besitzen. Die Transaktion trat rückwirkend zum 1. Januar 2008 in Kraft und ab dem 22. September firmierten die Werften als Wadan Yards. Der Kaufpreis betrug 248,9 Mio. Euro.
Bestandteil der Vereinbarung zwischen STX Europe und FLC West sind Verträge über vier Containerschiffe, die für eine Lieferung im Jahr 2010 vorgesehen waren. Die Vereinbarung beinhaltet weiterhin eine Option für Wadan Yards auf eine 21,3-Prozent-Beteiligung am finnischen Technologie-Unternehmen Aker Arctic, an dem STX Europe bisher (per 2008) 71,4 % hält.
Der Hauptsitz des Verbunds befand sich mit der Holding Wadan Yards Group AS in Oslo. Büros gab es auch in Moskau und St. Petersburg. Die drei Werften der Gruppe hießen nun Wadan Yards MTW GmbH (in Wismar), Wadan Yards Warnow GmbH (in Warnemünde) sowie Wadan Yards Okean OJSC (in Mykolajiw).
Am 5. Juni 2009 stellten die deutschen Unternehmensteile (Wadan Yards MTW GmbH, Wadan Yards Warnow GmbH, Wadan Yards Warnow Real Estate GmbH, Wadan Yards LNG Technology GmbH, Wadan Yards MTW Real Estate GmbH) Insolvenzanträge beim Amtsgericht Schwerin. Zum Insolvenzverwalter wurde der Schweriner Anwalt Marc Odebrecht, Mitglied der Kanzlei Brinkmann & Partner bestellt. Mitte August 2009 konnte der Insolvenzverwalter einen Käufer für die Werften und ihre Vermögensgegenstände präsentieren. Der Leiter des Moskauer Nordstream-Büros Witali Jussufow, Sohn des früheren russischen Energieministers und Gasprom-Aufsichtsrats Igor Jussufow  erwarb die Werften über die durch ihn ins Leben gerufene Nordic Yards für ca. 40,5 Mio. Euro. Der Gläubigerausschuss genehmigte den Verkauf rückwirkend am 17. August 2009. Jussufow kündigte an, die Hälfte der rund 2500 Stellen zu erhalten. Für 1200 Beschäftigte gab er eine Beschäftigungsgarantie ab. Die insolventen Gesellschaften der deutschen Wadan Yards sind nach dem Verkauf aller Vermögensgegenstände jetzt eine juristische Hülle ohne Inhalt, über die die Wadan-Gläubiger abgefunden werden.

## Daten und Fakten
Daten und Fakten der deutschen Wadan-Yards-Werften in Wismar und Warnemünde (Stand: 2007) sowie der ukrainischen Werft Wadan Yards Okean in Mykolajiw.

### Wadan Yards MTW Wismar
Zahlen zu Wadan Yards MTW Wismar:
- Standort: Wismar
- Errichtet: 1946
- Mitarbeiter: 1308
- Auszubildende: 66
- Werftgelände: 560.000 m²
- Baudock: 340 m × 67 m × 13,4 m (komplett überdacht)
- Kapazität: 800/1000 t
- Standard- und Spezialtonnage: bis zu 300.000 dwt

### Wadan Yards Warnow GmbH
Daten zu Wadan Yards Warnow:
- Standort: Rostock
- Errichtet: 1946
- Mitarbeiter: 981
- Auszubildende: 62
- Werftgelände: 850.000 m²
- Baudock: 320 m × 54 m × 10,7 m (80 m überdacht)
- Krankapazität: 600/700 t
- Standard- und Spezialtonnage: bis zu 200.000 dwt

### Wadan Yards Okean OJSC
Daten zu Wadan Yards Okean OJSC:
- Standort: Mykolajiw
- Errichtet:
- Mitarbeiter: 2500
- Auszubildende:
- Werftgelände: 1.300.000 m²
- Baudock: 354 m × 60 m × 14 m
- Krankapazität: 2 × 320 t
- Standard- und Spezialtonnage:

Zum Wadan-Yards-Verbund gehören weiterhin die Konstruktionsfirmen
Wadan Yards Engineering Rostock GmbH, ehemals Warnow Design GmbH, Wadan Yards Engineering Nikolaev CJSC, ehemals Aker Yards Design Ukraine sowie Wadan Yards LNG Technology GmbH, ehemals Aker Yards LNG Technik GmbH (zuvor Aker Yards LNG Unit) mit Sitz in Warnemünde sowie die Grundstücksverwaltungsfirmen in Deutschland Wadan Yards Warnemünde Real Estate GmbH und Wadan Yards MTW Real Estate GmbH.